# Hilari de Javols
Hilari del Gavaldà o Eli fou bisbe de Jàvols o del Gavaldà. És venerat com a sant per l'Església catòlica. El seu nom es transformà en el de Cheli (Chély), derivat de Sant Eli (Sanch-Eli > Sant Cheli). En francès ha donat les formes Éli, Yles i Ylère.

## Hagiografia
Hilari es va establir en un eremitori de Mende amb tres frares. Hi tenia per costum anar a la cripta de Sant Privat de Mende en arribar la nit, per pregar. A les gorges del Tarn va fundar un monestir dedicat a Santa Enímia, després desaparegut i refundat en 951. Es creu que podria haver estat a Burlatis i hi envià un bon nombre de monjos. Possiblement aquí es concebé la llegenda de l'Hilari que ajudà Enímia en la seva lluita contra el drac. També aquí va resistir un setge dels francs a Castel Merlet, prop de La Malène. Hilari va rebre a Arisenicus (actual Arzenc-de-Randon), el rei franc Teodebert I.
Va assistir al concili de Clarmont d'Alvèrnia el 8 de novembre de 535, on signa diversos decrets de moral i disciplina monàstica, amb altres quinze bisbes. Degué morir poc després i el va succeir Evodi de Javols. També és present en altres llocs on es retirava a meditar, com el monestir de Lerins.
Durant bona part del seu ministeri va combatre els costums pagans, encara molt vius a la regió. A la ribera del llac de Sant Andèol, a l'Aubrac, es mantenia un santuari dels gàbals, que hi llençaven ofrenes durant quatre anys, anualment. Un any, Hilari hi anà i els exhortà a cessar en aquest culte, però fou en va. Gregori de Tours escriu a In gloria confessorum que "un prevere, que havia rebut l'episcopat, va venir de la ciutat a aquest lloc" i que hauria acabat amb aquelles pràctiques en fundar-hi una església dedicada a Sant Hilari de Poitiers. És possible que l'existència (no en tenim proves) d'una capella d'Hilari de Jàvols sigui l'origen d'aquesta creença. Igualment, els ritus pagans hi van continuar i van transformar-se en un pelegrinatge cristià al llac.
També se li atribueix un miracle. Una tarda que venia de la cripta de Sant Privat, un cop de vent se'l va emportar pels aires; els seus companys el van trobar tres dies després en un clar del bosc, pregant-hi. Era un lloc inaccessible i van haver d'arribar-hi tallant-hi un camí a cops de destral.

## Veneració
Es parla de relíquies seves a la Lorena al segle vi, a l'església de Salonnes, on hi havia els cossos dels sants Privat de Mende i Hilari de Jàvols. D'aquí foren portats a l'abadia de Saint-Denis, prop de París. Mentre que les restes de Privat foren retornades al Gavaldà, les d'Hilari restaren a París, on desaparegueren durant el saqueig de 1793. La Vida de Sant Hilari, del segle vii, és la font principal per a la seva vida.

## L'Hilari del Gavaldà llegendari
S'esmenta un altre Hilari, bisbe del Gavaldà, en un segle posterior. L'evoca Bertran de Marsella a la Vida de Santa Enímia quan ajuda santa Enímia a derrotar el drac o diable. Sembla, però, que es tracta d'una presència metafòrica creada pel poeta, i que a partir d'ella es creà un sant inexistent.